# Секула и његове жене (ТВ филм)
Секула и његове жене је југословенски телевизијски филм из 1979. године. Режирао га је Јован Јанићијевић Бурдуш који је написао и сценарио по сопственој монодрами.

## Улоге
| Глумац                   | Улога  |
| ------------------------ | ------ |
| Јован Јанићијевић Бурдуш | Секула |